# Dummi, Arkalgud
Dummi là một làng thuộc tehsil Arkalgud, huyện Hassan, bang Karnataka, Ấn Độ.